# Peak Antifreeze Indy 300 2007
Peak Antifreeze Indy 300 2007 var den sjuttonde och sista deltävlingen i IndyCar Series 2007. Racet kördes den 9 september på Chicagoland Speedway. Dario Franchitti säkrade sin första IndyCar-titel, sedan han och Scott Dixon bägge två chansat på att stanna ute och spara bränsle. Först i mål av de två skulle bli vinnaren även i mästerskapet En sen gulflagg gjorde att realistiska möjligheter att klara det fanns, men ledande Dixon förlorade både racet och titeln, när hans motor lade av med bränslestopp i sista kurvan. Han rullade i mål som tvåa, men eftersom alla andra var varvade hade han slutat på den positionen i alla fall. Franchitti kunde köra jublande i mål som mästare.

## Slutresultat
| Plats | Förare            | Team                     | Grid | Kvaltid |
| ----- | ----------------- | ------------------------ | ---- | ------- |
| 1     | Dario Franchitti  | Andretti Green Racing    | 1    | 25,493  |
| 2     | Scott Dixon       | Chip Ganassi Racing      | 6    | 25,544  |
| 3     | Sam Hornish Jr.   | Team Penske              | 2    | 25,511  |
| 4     | Hélio Castroneves | Team Penske              | 3    | 25,524  |
| 5     | Scott Sharp       | Rahal Letterman Racing   | 11   | 25,709  |
| 6     | Tony Kanaan       | Andretti Green Racing    | 4    | 25,533  |
| 7     | Ryan Hunter-Reay  | Rahal Letterman Racing   | 12   | 25,756  |
| 8     | Hideki Mutoh      | Panther Racing           | 13   | 25,782  |
| 9     | Buddy Rice        | Dreyer & Reinbold Racing | 19   | 25,958  |
| 10    | A.J. Foyt IV      | Vision Racing            | 18   | 25,943  |
| 11    | Danica Patrick    | Andretti Green Racing    | 7    | 25,592  |
| 12    | Sarah Fisher      | Dreyer & Reinbold Racing | 17   | 25,919  |
| 13    | Dan Wheldon       | Chip Ganassi Racing      | 5    | 25,540  |
| 14    | Marty Roth        | Roth Racing              | 21   | 26,130  |
| 15    | Milka Duno        | SAMAX Motorsport         | 22   | 26,562  |
| 16    | Ed Carpenter      | Vision Racing            | 14   | 25,829  |
| 17    | Kosuke Matsuura   | Panther Racing           | 16   | 25,878  |
| 18    | Vitor Meira       | Panther Racing           | 15   | 25,867  |
| 19    | P.J. Chesson      | Roth Racing              | 20   | 26,096  |
| 20    | Tomas Scheckter   | Vision Racing            | 9    | 25,699  |
| 21    | Darren Manning    | A.J. Foyt Enterprises    | 8    | 25,690  |
| 22    | Marco Andretti    | Andretti Green Racing    | 10   | 25,703  |